# Jean Elias Benjamin Valz

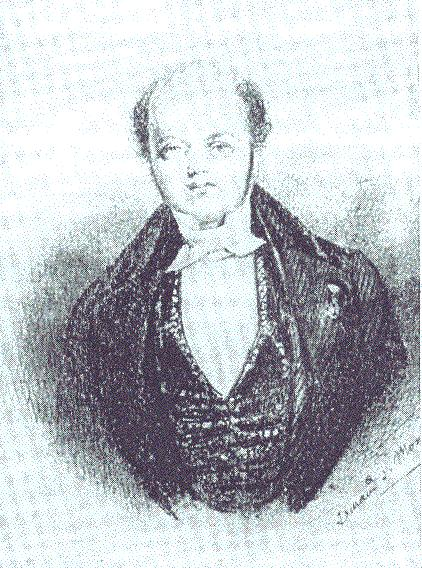
Jean Elias Benjamin Valz.

Jean Elias Benjamin Valz (* 27. Mai 1787 in Nîmes; † 22. April 1867) war ein französischer Astronom.
Valz erhielt zunächst eine Ausbildung zum Ingenieur, wandte sich aber später der Astronomie zu. Er beobachtete und berechnete insbesondere die Bahnen von Kometen.
1835 stellte er die Hypothese auf, dass die beobachteten Bahnstörungen des Halleyschen Kometen durch die Schwerkraftwirkung eines Planeten jenseits des Uranus hervorgerufen wird. Der Planet Neptun war damals noch nicht entdeckt.
Valz errichtete eine Privatsternwarte an seinem Wohnhaus in Nîmes. Als er das Amt des Direktors des Observatoriums von Marseille übernahm, überließ er sein Haus dem jungen Astronomen Joseph Jean Pierre Laurent, der von dort aus den Asteroiden (51) Nemausa entdeckte.
Valz wurde zeitweise als Entdecker von zwei Asteroiden gesehen: (20) Massalia und (25) Phocaea. Deren Entdeckung wird jedoch mittlerweile dem Italiener Annibale de Gasparis beziehungsweise Valz’ Kollegen Jean Chacornac zugeschrieben.
Am 17. Dezember 1832 wurde er korrespondierendes Mitglied der Académie des sciences.